# Margaritha Valappila
Margaritha Valappila (* in Kerala) ist eine Ordensschwester der Kongregation vom Heiligen Joseph zu Saint Marc, Provinz St. Trudpert im Münstertal. Sie ist eine der Leiterinnen des Evangelisationszentrums Haus Raphael in Bad Soden-Salmünster.

## Leben
Margaritha kam 1960 mit einer Gruppe indischer Frauen auf einem Passagierschiff über den Hafen von Ostia nach Rom. In Rom erhielt sie den päpstlichen Segen von Papst Johannes XXIII. Danach ging die Reise weiter nach Deutschland in das ehemalige Kloster der Benediktiner St. Trudpert im Münstertal. St. Trudpert war 1960 das erste Ordenshaus in Deutschland, der sich für Schwestern aus Asien öffnete.
Nach dem Noviziat legte sie ihre erste Profess ab. Anschließend absolvierte sie eine Ausbildung zur Krankenschwester. Sie arbeitete an verschiedenen Krankenhäusern in Pforzheim und Heidelberg und war acht Jahre lang Krankenschwester in der Gemeinde Münstertal.

## Erkrankung und Heilung

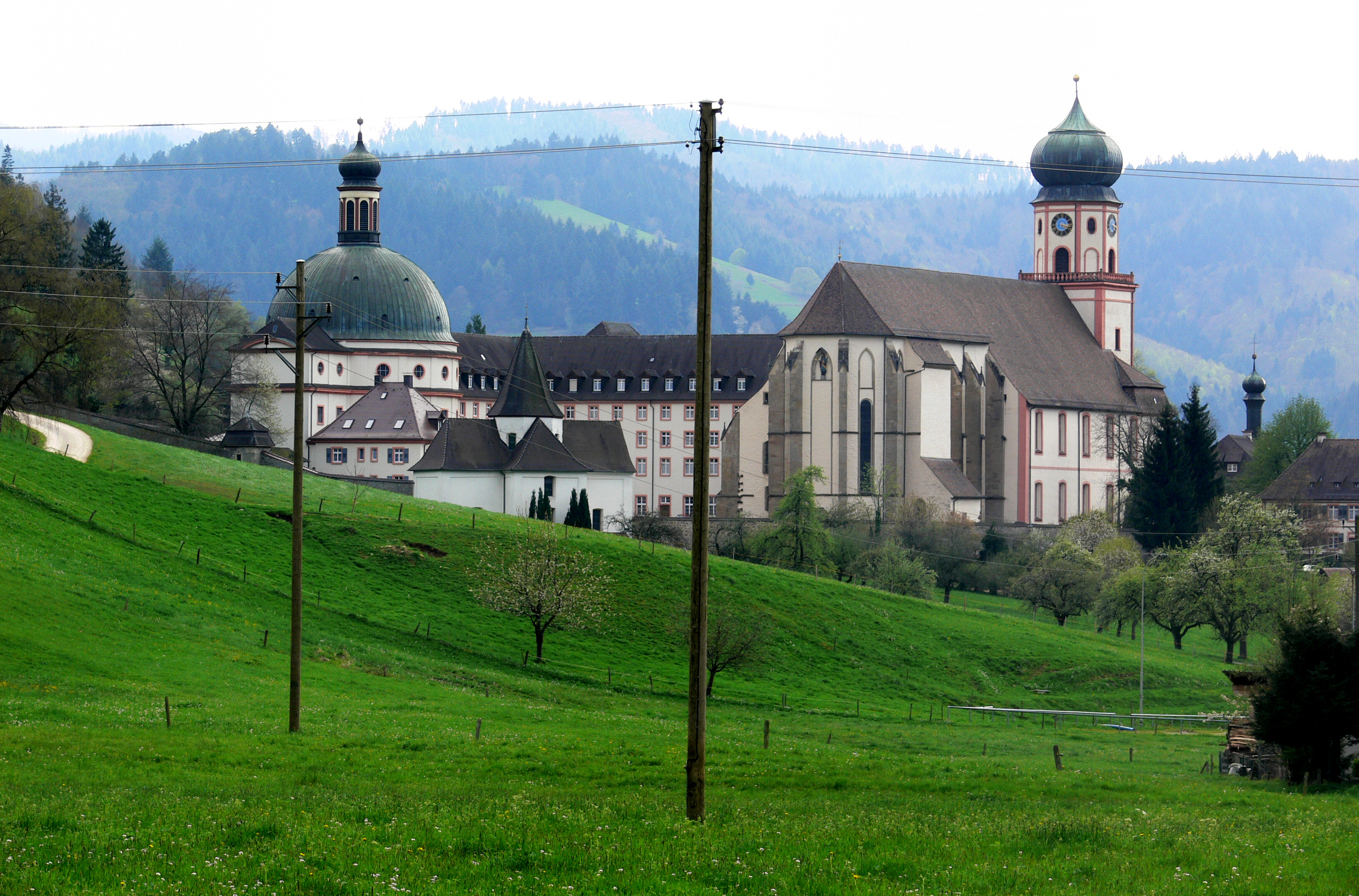
Kloster St. Trudpert

Ende 1989 erkrankte sie lebensbedrohlich. Ihre Mutter riet ihr, zurück nach Indien zu kommen, um an einem charismatischen Gebetstag unter der Leitung von Pater Mathew Naikomparambil in Potta teilzunehmen. Nach der Teilnahme wurde sie geheilt. Nach ihren Erzählungen hörte sie damals eine innere Stimme, die ihr Folgendes auftrug: Gehe und verkünde das Wort Gottes in ganz Europa und bringe allen die Freude und den Frieden, den du hier erfahren hast.
Seit 1993 wurde sie teilweise und im April 1996 ganz für diese Missionsaufgabe innerhalb ihrer Ordensgemeinschaft freigestellt. Schwester Margaritha organisiert und leitet Exerzitien mit indischen und deutschen Priestern im Haus Raphael, Bad Soden und anderen Gegenden der Welt. Seit 2010 werden ihre Exerzitien in K-TV gesendet.

## Kritik
Die im Haus Raphael unter der Leitung von Schwester Margaritha ausgeführten Praktiken gelten seit Jahren als stark charismatisch, pfingstlerisch und schwarmgeistig, weshalb der Einrichtung im Jahr 2004 auch der Titel "katholisch" entzogen wurde.

## Werke
- Jesus lebt heute, Danielis-Verl., 2007, 1. Aufl.
- Unterwegs mit Jesus, Danielis-Verl. 2010, 1. Aufl.